# Courbehaye
Courbehaye é uma comuna francesa na região administrativa do Centro, no departamento Eure-et-Loir. Estende-se por uma área de 19,33 km². Em 2010 a comuna tinha 136 habitantes (densidade: 7 hab./km²).